# 小小世界
小小世界（英語：It's a Small World）是各迪士尼樂園內的一個遊樂設施。小小世界分別位於迪士尼樂園、神奇王國、東京迪士尼樂園、巴黎迪士尼樂園以及香港迪士尼樂園。

## 歷史
華特迪士尼創作的「小小世界」於1964年在紐約舉行的世界博覽會上首次出現，配合大會所宣揚的世界和平精神。設施採用了華特迪士尼公司首創的Audio-Animatronics®人形木偶技術，在當年被視為富革命性。設施當年由兩位幻想工程師及動畫師Mary Blair及Marc Davis合力創作，而主題樂章《It's a small world》是由著名作曲人Sherman Brothers譜寫。
後來，「小小世界」和其他展出的迪士尼遊樂設施都被遷移到美國加州的迪士尼樂園。其後，迪士尼仿照原創，分別在神奇王國、東京迪士尼樂園、巴黎迪士尼樂園及香港迪士尼樂園興建新的「小小世界」。每一個樂園都會因應其客源、本土特色和附近國家的風光作遊樂區域及人形木偶的調整。
此外，迪士尼計劃在這個經典遊樂設施中加入迪士尼角色。當中，最新開幕的香港迪士尼樂園版本已納入38位迪士尼角色，而加州迪士尼樂園亦已由2008年1月開始重建，計劃在期間加入迪士尼角色。

## 迪士尼樂園

### 概述
2008年整修過一次，進行了改造，把很多後來迪士尼的卡通人物融入了進去。其中開頭使用英語，北極地區使用瑞典語，歐洲使用意大利語，非洲使用法語，美洲使用西班牙語，亞洲使用日語，後面全部使用以上的混合，夏威夷區使用英語，最後結尾也是英語。是語言版本最少的一個小小世界，後面的小小世界根據額這個語言情況做了很多調整。

### 設施資料
- 每小船載客人數： 23
- 木偶及道具數目： 400
  - 迪士尼朋友木偶數目： 37
- 場景數目： 13

1. 序幕
2. 北極
3. 歐洲
4. 非洲
5. 美洲
6. 亞洲
7. 群島
8. 熱帶雨林
9. 結幕

- 口號： Welcomes you to the Disneyland of All the World's Children.

### 背景音樂
歌曲語言版本：
- 英語
- 瑞典語
- 意大利語
- 法語
- 西班牙語
- 日語

## 神奇王國

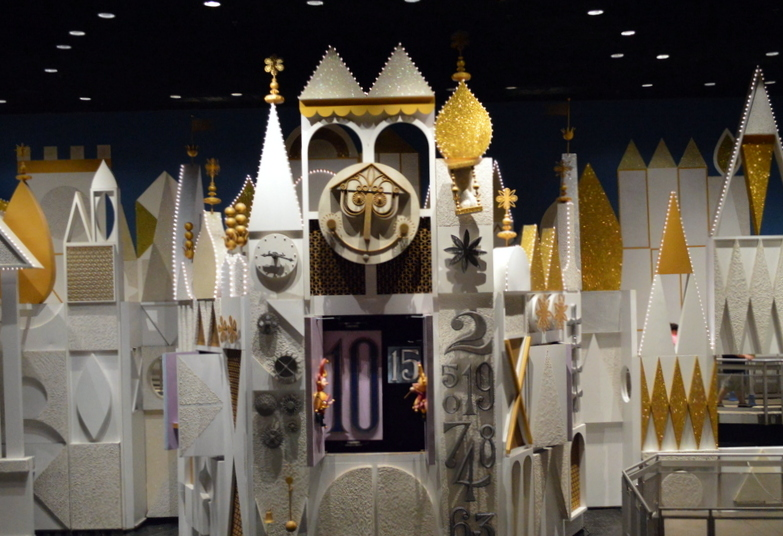
神奇王國的小小世界時鐘

### 概要
每個展區都比第一代長了一點，其他所有小小世界的報時鐘都在外部，唯獨此家在內部。新增了很多語言，刪除了瑞典語。同時也刪除了序幕，直接進入主題區。歐洲使用英語、波蘭語、德語，亞洲使用印地語和日語，非洲使用阿拉伯語、法語，南美洲使用西班牙語和葡萄牙語，北美洲使用西班牙語和英語，大洋洲使用英語，小美人魚海底世界使用希伯來語，夏威夷使用夏威夷語。總體來說比原本豐富了很多倍，語言也做了更加適合的調整、進行了大量擴充。

### 設施資料
- 每小船載客人數： 20
- 木偶及道具數目： 472
  - 人形木偶數目： 289
  - 玩具木偶數目： 147
  - 活動道具數目： 36
- 場景數目： 6

1. 歐洲
2. 亞洲
3. 非洲
4. 南美洲+北美洲
5. 大洋洲
6. 小美人魚海底世界
7. 夏威夷
8. 結幕

- 口號： Welcomes you to the Magic Kingdom of All the World's Children.

### 背景音樂
歌曲語言版本：
- 英語
- 波蘭語
- 德語
- 印地語
- 日語
- 阿拉伯語
- 法語
- 西班牙語
- 葡萄牙語
- 希伯來語
- 夏威夷語

## 東京迪士尼樂園

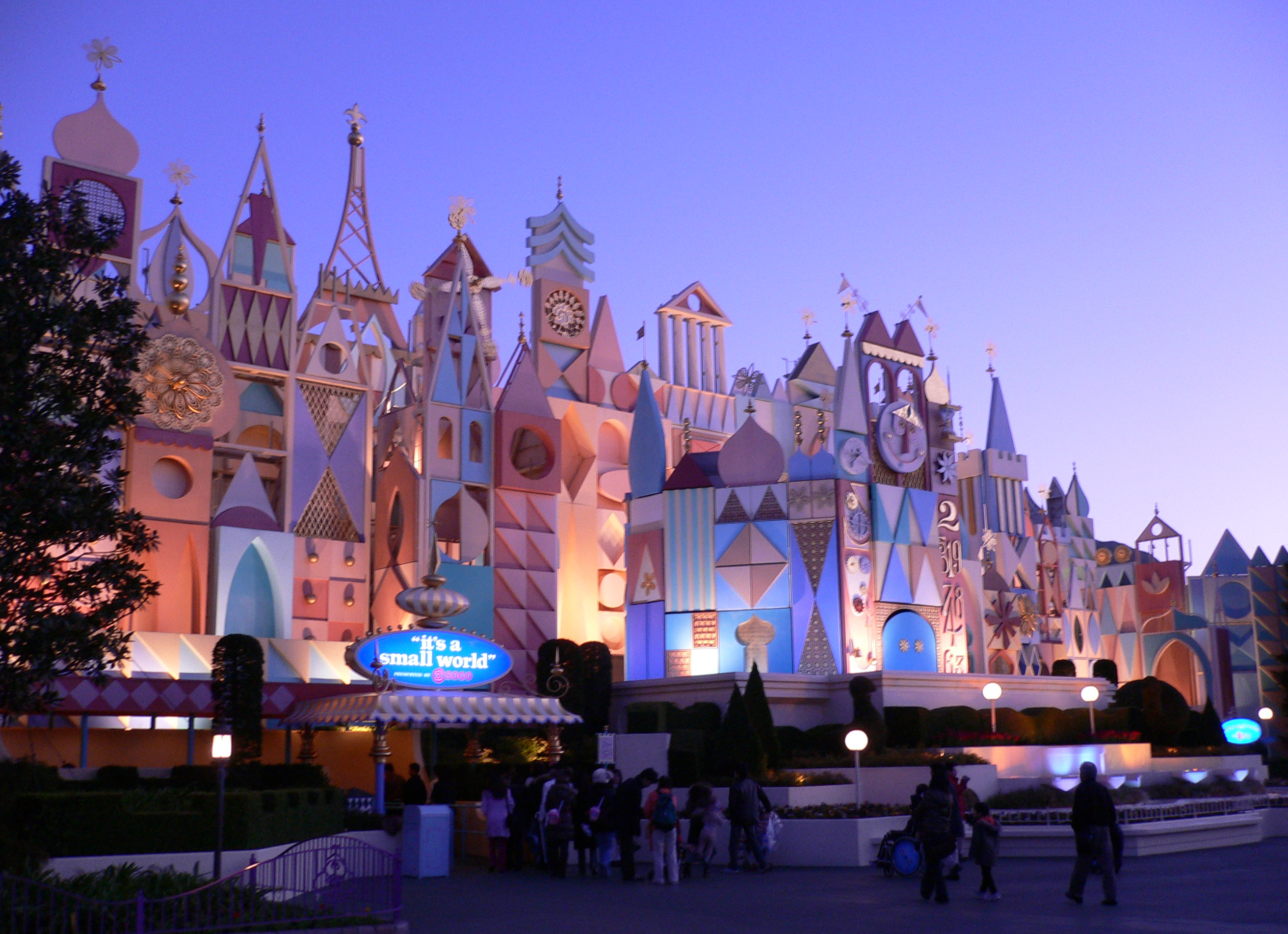
2018年東京迪士尼樂園翻新前的小小世界

### 概要
在亞洲的日本部分設置了很多日本傳統的雛人形，有天皇、皇后、巫女的人偶，還有鯉魚旗、日本庭院。首次增加了中文，原先美國的迪士尼在亞洲區域都只播放日文，但是現在改成了播放印地文和中文，日文移到最開頭和最結尾兩處，讓日本遊客有親切感。歐洲地區使用德語，非洲地區使用法語，亞洲地區使用印地語、普通話，南北美洲使用西班牙語，大洋洲和夏威夷、沙漠合並在一個區塊，都是用夏威夷語。
在2018年進行改裝中，已經在4月15日完成了。多增加了40具以迪士尼卡通人物為設計的玩偶，冰雪奇緣中的艾爾莎、安娜、雪寶代替原本的挪威溜冰玩偶；增加了灰姑娘和王子在法國巴黎鐵塔的旁邊、巴黎鐵塔上還有凱蒂貓；小飛俠和溫蒂在倫敦橋、愛麗絲夢遊仙境在棋盤、梅莉達在蘇格蘭；為長髮公主多建造了一個德國區域；皮諾丘在意大利區；海格力是在希臘區；泰山在緬甸泰國區；穿著軍裝的花木蘭和木鬚龍的風箏在中國區；獅子王在非洲區；唐老鴨西班牙三紳士在墨西哥區；衝浪史迪奇、海底總動員的尼莫和多利、海洋奇緣的莫阿娜和小美人魚在太平洋群島區。

### 設施資料
- 每小船載客人數： 20
- 木偶及道具數目： 472（改裝前）、512（改裝后）
  - 人形木偶數目： 286（改裝前）、326（改裝后）
  - 玩具木偶數目： 147
  - 活動道具數目： 36
- 場景數目： 6（改裝前）、7（改裝后）

1. 北極（改裝后新追加，入口的歡迎場景直接改為北極，順勢銜接歐洲區的北歐場景）
2. 歐洲（北歐：丹麥+瑞典+挪威、法國：灰姑娘城堡+巴黎鐵塔、英國：英格蘭+蘇格蘭+愛爾蘭、荷蘭：鬱金香+比利時：白鵝、西班牙：唐吉坷德、德國：長髮公主塔、意大利：威尼斯、瑞士布穀鐘）
3. 亞洲（波斯：大象馬戲團、希臘、俄羅斯亞洲部分、中國牌坊+韓國橋、印度：泰姬陵+吹蛇人+飛天魔毯、日本：鳥居+扇子+風箏）
4. 非洲（埃及：獅身人面+金字塔+駱駝+埃及艷后、獅子王、非洲熱帶雨林+非洲叢林）
5. 南美洲+北美洲（南極企鵝+智利+阿根廷、秘魯+墨西哥、巴西：熱帶雨林）
6. 大洋洲（夏威夷+澳大利亞+新西蘭+印度尼西亞+太平洋群島）
7. 結幕（白色）

- 口號： Welcomes you to the Magic Kingdom of All the World's Children.

### 背景音樂
歌曲語言版本：
- 日語
- 德語
- 法語
- 印地語
- 普通話
- 西班牙語
- 夏威夷語

## 巴黎迪士尼樂園

### 概要
展出的歐洲地區得到了極大的豐富，為原本的1.5倍，新增加德語、俄語、波蘭語。俄語使用在北極地區，非洲使用法語，歐洲德語、波蘭語、瑞典語並存，亞洲地區有日文，南美使用西班牙語，北美使用英語，大洋洲和北美洲使用英語。是全世界唯一人偶和呈現方式和其他小小世界不一樣的遊樂設施，拋棄立體式人偶、使用平面製版人偶的次數特別的多。出口步兵師在建築物內而是在外，需要靠遊樂設施的坐船，才能進入建築物本體。是第一個採用粉紅色調的小小世界。

### 設施資料
- 每小船載客人數： 20
- 木偶及道具數目： 576
  - 人形木偶數目： 281
  - 玩具木偶數目： 48
  - 活動道具數目： 247
- 場景數目： 8

1. 序幕
2. 北極
3. 歐洲
4. 亞洲
5. 非洲
6. 南美洲
7. 北美洲
8. 大洋洲
9. 夏威夷（以及小美人魚的海底世界）
10. 結幕

- 口號： The happiest cruise that ever sailed around the world.

### 背景音樂
歌曲語言版本：
- 法語
- 俄語
- 德語
- 意大利語
- 波蘭語
- 瑞典語
- 西班牙語
- 英語
- 日語

## 香港迪士尼樂園

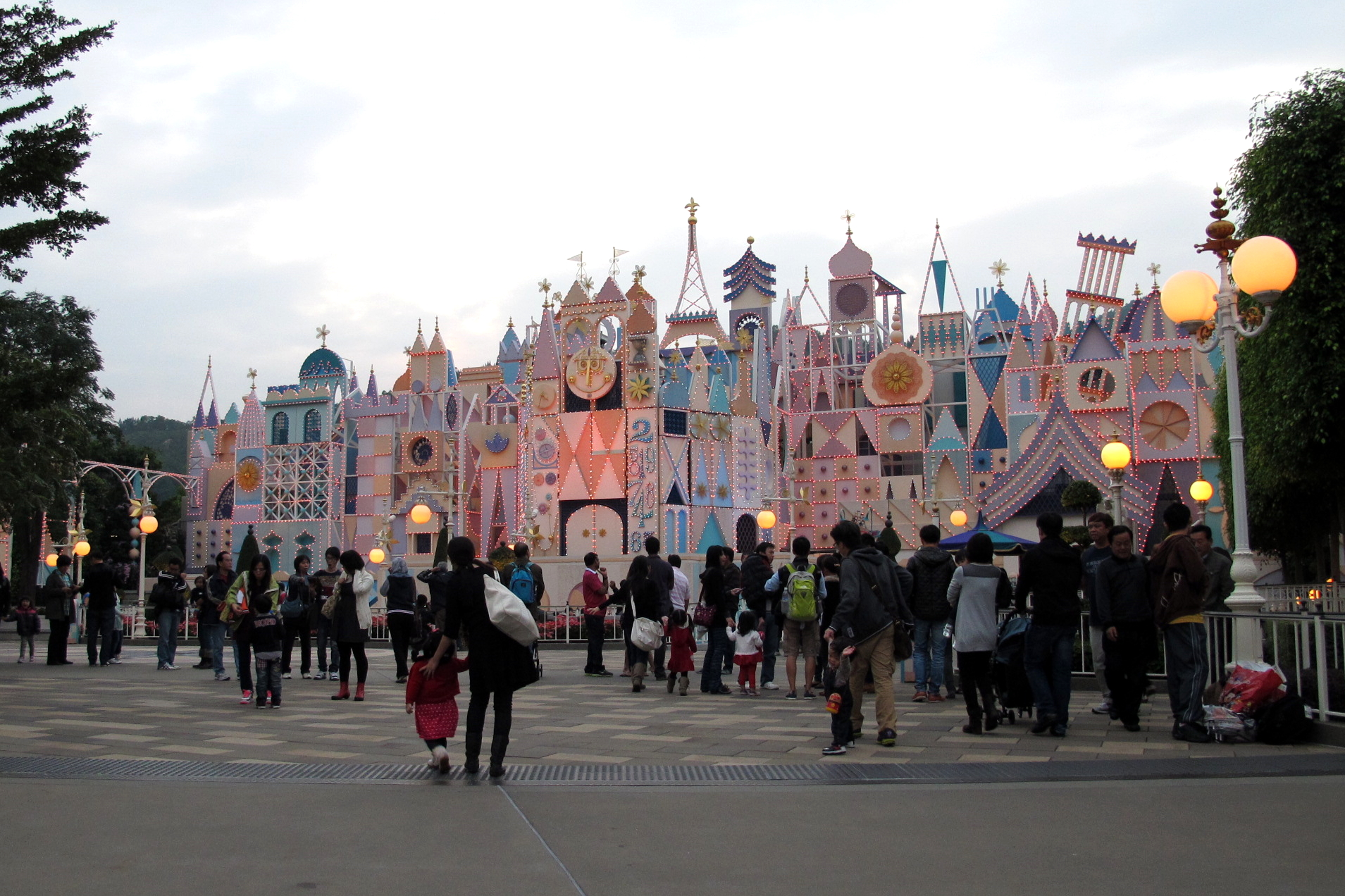
香港迪士尼樂園的小小世界

### 概要
- 開創全球「小小世界」的先河，首次加入38位迪士尼朋友的人型木偶
- 亞洲場景擴展至較其他迪士尼樂園大超過兩倍
- 加入全新的中東、北南美洲、香港及中國場景
- 特別錄製4個新的亞洲語言版本主題曲，包括：粵語（世界真細小）、普通話、韓語和菲律賓的他加祿語。

### 設施資料
- 小船數目： 24
- 每小船載客人數： 23
- 發聲機動及道具數目： 502
  - 人形木偶數目： 202
  - 迪士尼朋友木偶數目： 38
  - 玩具木偶數目： 220
  - 活動道具數目： 42
- 場景數目： 10

1. 序幕
2. 北極
3. 歐洲
4. 中東
5. 非洲
6. 美洲
7. 亞洲
8. 群島
9. 熱帶雨林
10. 結幕

- 口號：
  - （中文）滿載歡笑之旅 於繽紛國度啟航 / 最快樂的水上之旅
  - （英文）Discover a World of Laughter / The happiest cruise that ever sailed

### 背景音樂
歌曲語言版本：
- 粵語（使用在開頭、結尾和亞洲區末尾）
- 普通話（使用在開頭、結尾和亞洲區末尾）
- 瑞典語（用在歐洲區前段）
- 意大利語（用在歐洲區末段）
- 法語（用在歐洲區中段）
- 西班牙語（用在美洲區）
- 韓語（用在亞洲區中段）
- 日語（用在亞洲區前段）
- 英語（用在開頭、結尾、歐洲區前段、非洲區和群島區）
- 塔加拉語（用在亞洲區中段）
- 用在歐洲區同時使用了英語、法語、意大利語、瑞典語、西班牙語。

## 小小世界鐘

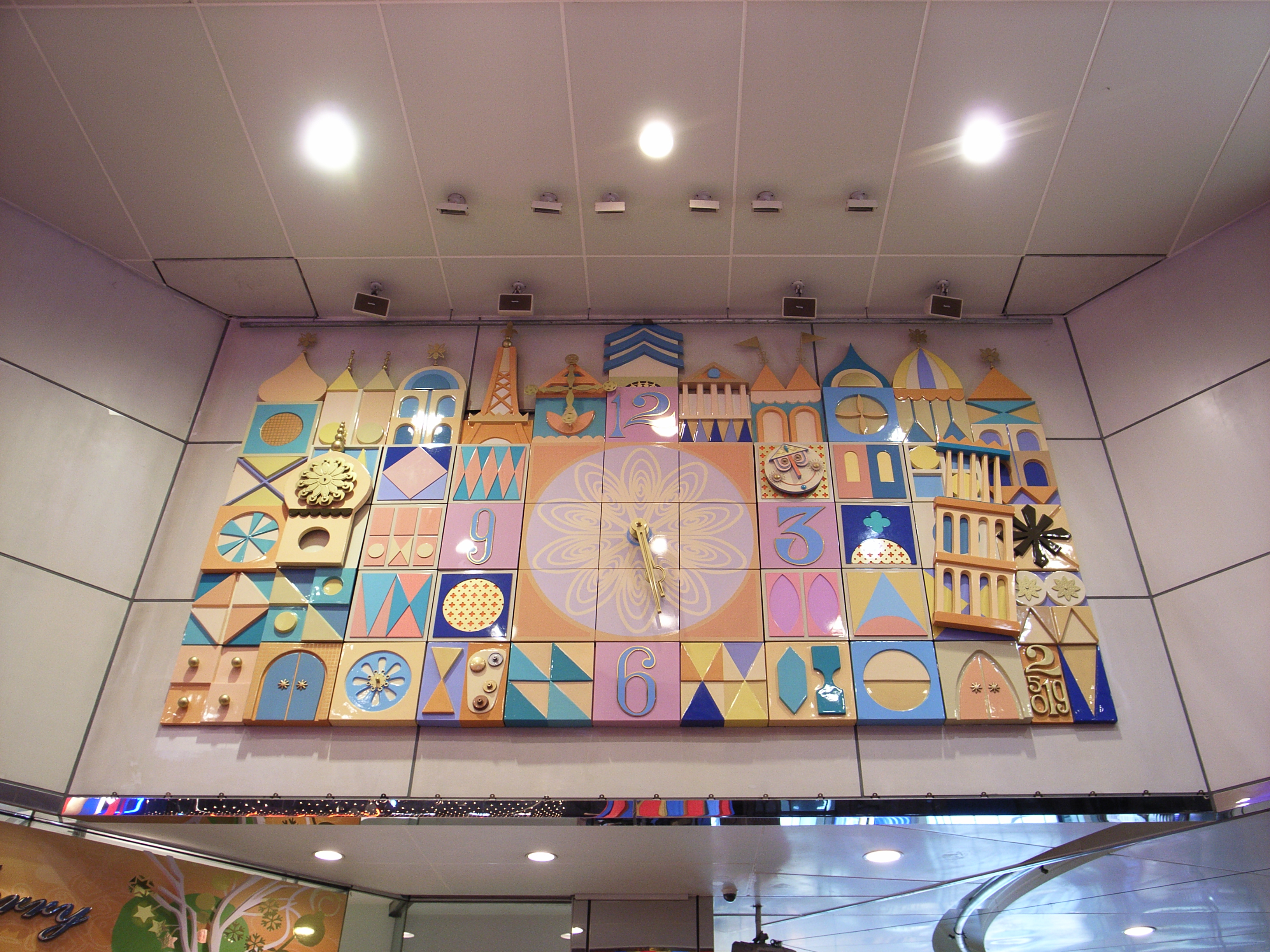
太平洋崇光百貨台北忠孝店之「小小世界鐘」，攝於2008年11月。此時日本SOGO百貨已結束東京迪士尼樂園之贊助，因此左下角依稀可見被移除之東京迪士尼樂園之商標。其後於同樣位置被貼上香港迪士尼樂園之商標。

東京迪士尼樂園「小小世界」贊助商SOGO百貨，曾經在日本國內外分店設置「小小世界鐘」，在每個整點前5分鐘，於遊樂設施中出現的人偶們隨著主題曲「小小世界」一同登場。每家店鋪的設計均不盡相同，部分店鋪於時鐘兩側或鐘體頂端還設有鐘琴。
2008年4月15日，SOGO百貨因「時鐘過於陳舊」之理由，將日本國內所有分店之小小世界鐘全數停止使用。同時本日也正好是東京迪士尼樂園開園25週年紀念日。而各分店張貼之公告，為了讓小朋友也能看懂，以日文平假名寫著「人偶們因為還有約定，已經回家了」等字樣。此外，時鐘的人偶報時功能雖然停止演出，但鐘體本身並未拆除，只在每個整點時敲鐘數次示意，因此至今仍有許多不知情的顧客接近整點時在小小世界鐘下等候。
在日本SOGO百貨的官方網站，僅於2008年4月16日之SOGO百貨橫濱店的頁面上進行告知（朝日新聞大阪本社版及神戶新聞等兩家報社也有報導）；事實上，時鐘的人偶報時功能停止使用的理由為SOGO與東京迪士尼樂園簽署的贊助合約在當天失效之故（店頭公告中的「約定」便暗指此事）；此外，時鐘底下關於東京迪士尼樂園「小小世界」的告示牌等物品也全數移除，部分分店時鐘上的東京迪士尼樂園商標也遭抹除。
而設置有小小世界鐘的SOGO海外分店，如台灣太平洋崇光百貨之台北忠孝館、中壢店、高雄店，及台灣廣三崇光百貨台中店，其後皆由香港迪士尼樂園接手贊助，並換上該園的商標及相關介紹而繼續運轉；由於商標被刻印在鐘體上的緣故，廣三崇光百貨台中店鐘面右下方仍標示東京迪士尼的字樣長達數年，但經近幾年的維護及保養後，東京迪士尼樂園的商標也已被一併抹除。
本時鐘由同樣曾是東京迪士尼樂園贊助商之SEIKO精工製作，值得一提的是台灣廣三崇光百貨台中店外牆的小小世界鐘是全世界僅存唯一尚在進行商業運轉之傳統鐘面人偶計時器；另外，業者於近一次替小小世界鐘保養後，已更換上了新版音樂，雖然曲目同為小小世界，但加入了木琴伴奏更顯童趣。
除此之外，日本SOGO百貨柏店還曾經於1999年12月31日晚上以其店外牆小小世界鐘的表演進行跨年倒數計時活動，而當天更是20世紀的最後一天，在跨越20世紀以後，日本國內各SOGO分店的小小世界鐘一直持續運轉至2008年4月15日才全數停止演出。

## 外部連結
官方網站
- 迪士尼樂園小小世界 （页面存档备份，存于）
- 神奇王國小小世界
- 東京迪士尼樂園小小世界
- 巴黎迪士尼樂園小小世界
- 香港迪士尼樂園小小世界 （页面存档备份，存于）